# David Mazzucchelli
David Mazzucchelli es un dibujante de cómics estadounidense, también profesor en Rhode Island School of Design y en el School of Visual Arts de Nueva York. Reconocido por su trabajo con Frank Miller en Batman: año uno y en Daredevil: Born Again. En el 2009 publicó su primera novela gráfica en solitario Asterios Polyp.

## Biografía
Mazzucchelli recibió su formación artística en la Rhode Island School of Design y empezó como profesional en el mundo de la historieta a principios de la década de 1980. Tras varios años trabajando para Marvel Comics y DC Comics (destacando su trabajo en Batman: año uno y en Daredevil: Born Again, ambos guionizados por Frank Miller), abandonó el género de superhéroes para centrarse en otros temas.
Entre 1991 y 1993 realizó su propia publicación: Rubber Blanket. En 1994 colaboró con el escritor Paul Karasik en una adaptación de la obra de Paul Auster: Ciudad de cristal (City of Glass ), publicada por en Estados Unidos por Avon Books y en España por Ediciones La Cúpula.
Además, ha contribuido con pequeñas historias a varias antologías de cómic alternativo, entre las cuales están:
- "It's a beautiful day..." en Drawn & Quarterly Vol. 1, n.º 9, julio de 1992
- "A Brief History of Civilization" en Drawn & Quarterly Vol. 1, n.º 9, julio de 1992
- "Rates of Exchange" en Drawn & Quarterly Vol. 2, n.º 2, diciembre de 1994
- "The Fisherman and the Sea Princess" en la antología para niños de Art Spiegelman y Francoise Mouly titulada Little Lit: Folklore & Fairy Tale Funnies, 2000.

En 2009, Pantheon Books publicó su primera novela gráfica: Asterios Polyp.

## Distinciones
- 1985 Nominado al Premio Haxtur a la "Mejor Historia Corta" por Daredevil en el Salón Internacional del Cómic del Principado de Asturias
- 1987 Premio Haxtur a la "Mejor Dibujo" por Daredevil Born Again y Batman año uno